# موراي بال
موراي بال (بالإنجليزية: Murray Ball)‏ هو رسام كارتون نيوزيلندي، ولد في 26 يناير 1939 في فيلدلينغ ‏ في نيوزيلندا، وتوفي في 12 مارس 2017 في غيسبورن ‏ في نيوزيلندا بسبب خرف.

## وصلات خارجية
- موراي بال على موقع IMDb (الإنجليزية)
- موراي بال على موقع ديسكوغز (الإنجليزية)